# Stattegg
Stattegg è un comune austriaco di 2 793 abitanti nel distretto di Graz-Umgebung, in Stiria.